# ایوان آقایانتس
ایوان ایوانی آقایانتس (ارمنی: Իվան Իվանի Աղայանց؛ ۲۸ اوت ۱۹۱۱ – ۱۲ مهٔ ۱۹۶۸) یک افسر اطلاعاتی کمیساریای خلق در امور داخلی/کاگ‌ب ارمنی‌تبار اهل شوروی بود. بین سال‌های ۱۹۳۶ تا ۱۹۶۸ میلادی مشغول فعالیت بود.

## زندگی‌نامه
آقایانتس در ۲۸ اوت ۱۹۱۱ در الیزابت‌پول به دنیا آمد. وی همچنین برندهٔ جوایزی همچون درجه پرچم سرخ و نشان لنین شده‌است. وی در ۱۲ مهٔ ۱۹۶۸ در سن ۵۶ سالگی در مسکو درگذشت و در گورستان نووودویچی به خاک سپرده شده‌است.